# Vico nel Lazio
Vico nel Lazio település Olaszországban, Lazio régióban, Frosinone megyében. Lakosainak száma 2058 fő (2023. január 1.). Vico nel Lazio Collepardo, Guarcino, Morino és Alatri községekkel határos.

## Népesség
A település lakossága az elmúlt években az alábbi módon változott:
| Lakosok száma | 2191 | 2199 | 2058 |
|               | 2017 | 2018 | 2023 |